# SMS S 167
S 167 – niemiecki niszczyciel z okresu I wojny światowej. Okręt wyposażony był w dwa kotły parowe opalane węglem i jeden opalany ropą. 3 września 1921 roku sprzedany stoczni złomowej w Kolonii i w tym, samym roku zezłomowany.